# Palermo (Califòrnia)
Palermo és una concentració de població designada pel cens dels Estats Units a l'estat de Califòrnia. Segons el cens del 2009 tenia 6.075 habitants.

## Demografia
Segons el cens del 2000, Palermo tenia 5.720 habitants, 1.989 habitatges, i 1.501 famílies. La densitat de població era de 56,6 habitants/km².
Dels 1.989 habitatges en un 31,7% hi vivien nens de menys de 18 anys, en un 57,2% hi vivien parelles casades, en un 11,8% dones solteres, i en un 24,5% no eren unitats familiars. En el 19,4% dels habitatges hi vivien persones soles el 9% de les quals corresponia a persones de 65 anys o més que vivien soles. El nombre mitjà de persones vivint en cada habitatge era de 2,87 i el nombre mitjà de persones que vivien en cada família era de 3,27.
Per edats la població es repartia de la següent manera: un 28,3% tenia menys de 18 anys, un 7,7% entre 18 i 24, un 22,9% entre 25 i 44, un 25,3% de 45 a 60 i un 15,8% 65 anys o més.
L'edat mediana era de 38 anys. Per cada 100 dones de 18 o més anys hi havia 99,6 homes.
La renda mediana per habitatge era de 30.588 $ i la renda mediana per família de 35.250 $. Els homes tenien una renda mediana de 31.135 $ mentre que les dones 19.950 $. La renda per capita de la població era de 15.206 $. Entorn del 19,3% de les famílies i el 25,6% de la població estaven per davall del llindar de pobresa.

## Poblacions més properes
El següent diagrama mostra les poblacions més properes.